# Білий Стік
Білий Стік (інша назва — Білосток) — річка в Україні, у межах Шептицького району Львівської області. Права притока Західного Бугу (басейн Вісли). Тече з південного сходу на північний захід.
Бере початок поблизу села Йосипівки, що на північний захід від Радехова. Тече Надбужанською котловиною. Впадає в Західний Буг за 2 км на північ від Шептицького.
Довжина Білого Стоку 30 км, площа басейну 268 км². Ширина долини 1—3 км. Заплава місцями заболочена. 1963 року проведено комплекс гідромеліоративних робіт. Відрізок річища завдовжки 23 км від Полового до місця, де Білий Стік на відстані одного кілометра на захід від Комарева входить у ліс, випрямлено й каналізовано. У прирічковій долині прокладено численні осушувальні канави. Навпроти Зубкова, Волиці та Комарева споруджено три регульовані гідротехнічні затвори. Внаслідок цих робіт природна пересічна глибина річки зменшилася й становить 0,5—1 м. Максимальна глибина сягає 2,5 м. Похил річки 0,97 м/км. Є ставки у Сушні, Обортові та Великому.

## Притоки
Головні притоки: Млинівка, Острів (праві).

## Населені пункти
Білий Стік протікає через такі села: Полове, Сушно, Обортів, Новий Витків, Тоболів, Розжалів, Андріївка, Волиця, Комарів, Велике.